# Elzéar Delamarre
Pour les articles homonymes, voir Delamarre.
Elzéar Delamarre (Laval (Québec), 8 septembre 1854 - Chicoutimi, 21 avril 1925) est un prêtre catholique canadien, fondateur des sœurs antoniennes de Marie.

## Biographie
Né le 8 septembre 1854 à Laval (Québec), venu s'installer avec sa famille à Hébertville, au Lac-Saint-Jean, en 1857, l’abbé J.-B. Villeneuve voit en lui la vocation. Ce dernier paya ses études. Malgré sa santé fragile, l’abbé Delamarre est ordonné prêtre le 29 juin 1883.
En 1894, il fonde l’œuvre du pain de Saint Antoine venant en aide aux jeunes orphelines. En 1895, il est le fondateur, avec l’abbé Huard, du Messager de Saint-Antoine. En 1904, il crée la congrégation des sœurs de Saint Antoine de Padoue et, en 1907, son œuvre majeure, l’Ermitage Saint-Antoine de Lac-Bouchette. 
Il fonde les sœurs antoniennes de Marie qui célèbrent leur centenaire en 2004. Les sœurs de sa communauté vont créer l'école apostolique de Chicoutimi. Le 21 avril 1925, il meurt à l’Hôtel-Dieu Saint-Vallier de Chicoutimi.